# بيلي يونغر
بيلي يونغر (بالإنجليزية: Billy Younger)‏ هو لاعب كرة قدم بريطاني في مركز مهاجم داخلي، ولد في 22 مارس 1940 في نورثمبرلاند في المملكة المتحدة، وتوفي في 2007. لعب مع نادي دونكاستر روفرز ونادي لينكولن سيتي ونادي هارتلبول يونايتد ونادي والسول ونوتينغهام فورست.